# Ciugud, Alba
Ciugud (în maghiară Maroscsüged, în germană Schenkendorf) este satul de reședință al comunei cu același nume din județul Alba, Transilvania, România.

## Așezare
Localitatea Ciugud este situată în Podișul Secașelor, pe stânga Văii Mureșului, vizavi de confluența cu râul Ampoi.

## Istoric
Prima atestare documentară datează din anul 1246.
Situl arheologic de la Ciugud din punctul “Gorneț” este înscris pe lista monumentelor istorice din județul Alba elaborată de Ministerul Culturii și Patrimoniului Național din România în anul 2010.

## Obiective memoriale
- Monumentul Eroilor Români din cele Două Războaie Mondiale. Situat în centrul satului Ciugud, monumentul este dedicat eroilor români decedați în cele Două Războaie Mondiale. A fost dezvelit în anul 1968. Este construit din ciment, marmură și mozaic, având o înălțime de 7 m. Pe placa de pe fața obeliscului, este inscripționat: „În memoria eroilor căzuți pentru eliberarea și independența patriei“.

## Personalități
- Atanasie Anghel, mitropolit, nobil de Ciugud (? - 1713)
- Coriolan Suciu (1895-1967), istoric
- Ioan Mitrofan (1929-2002), arheolog
- Gheorghe Anghel (1910-1986), academician, profesor universitar
- Nicolae Giosan (1921-1990), academician și om politic

## Imagini

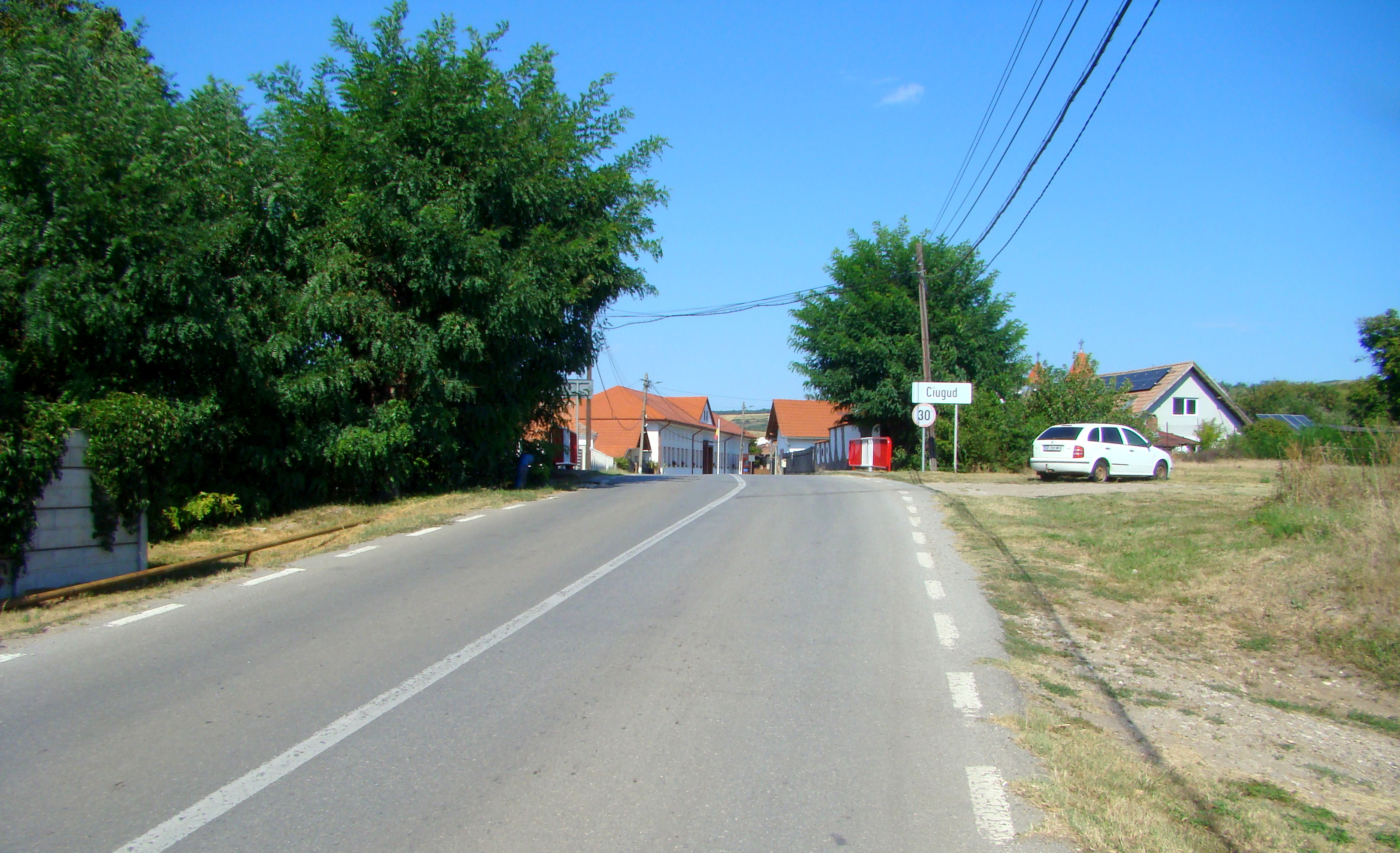
Intrarea în localitate
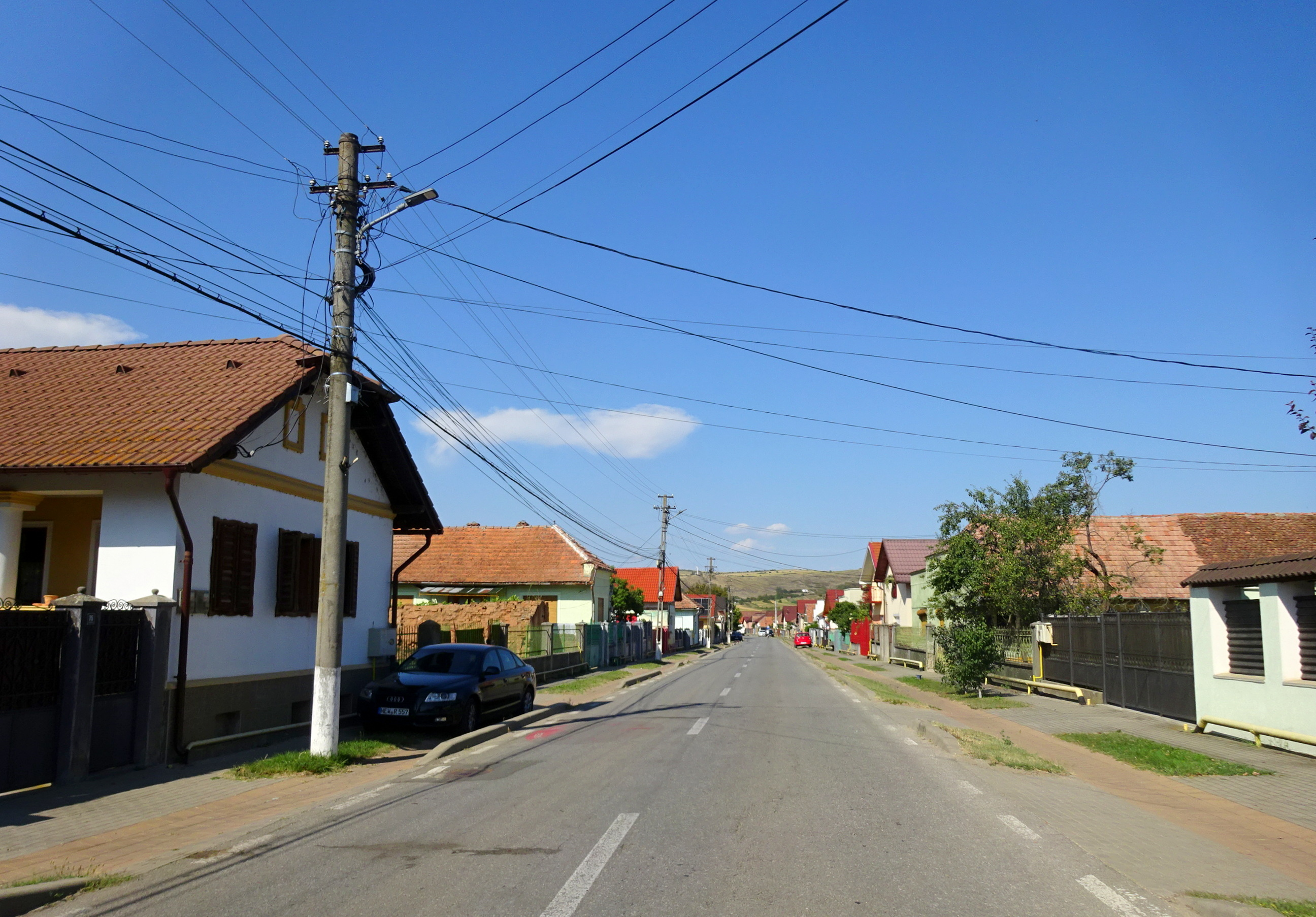
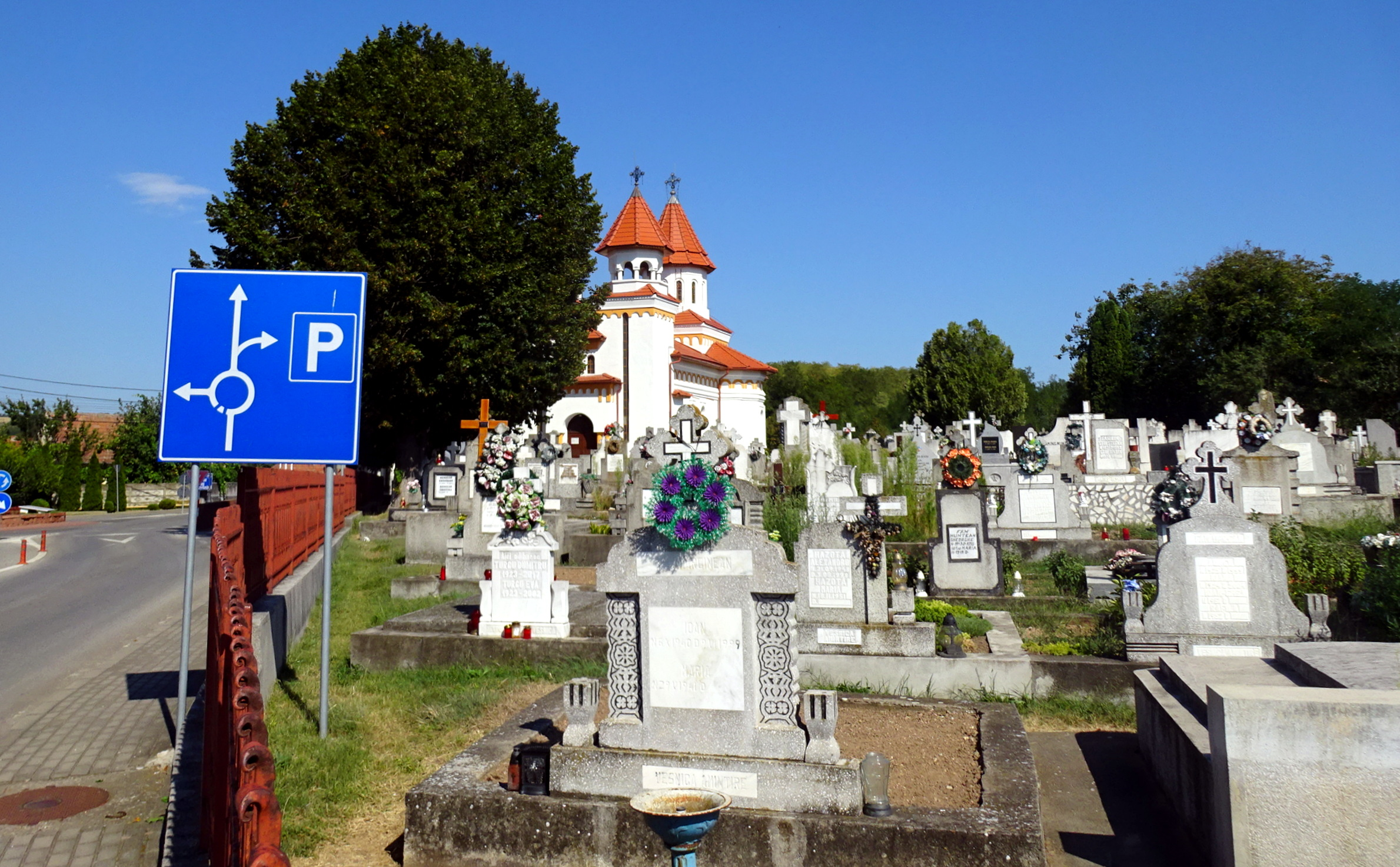
Biserica Buna Vestire și cimitirul
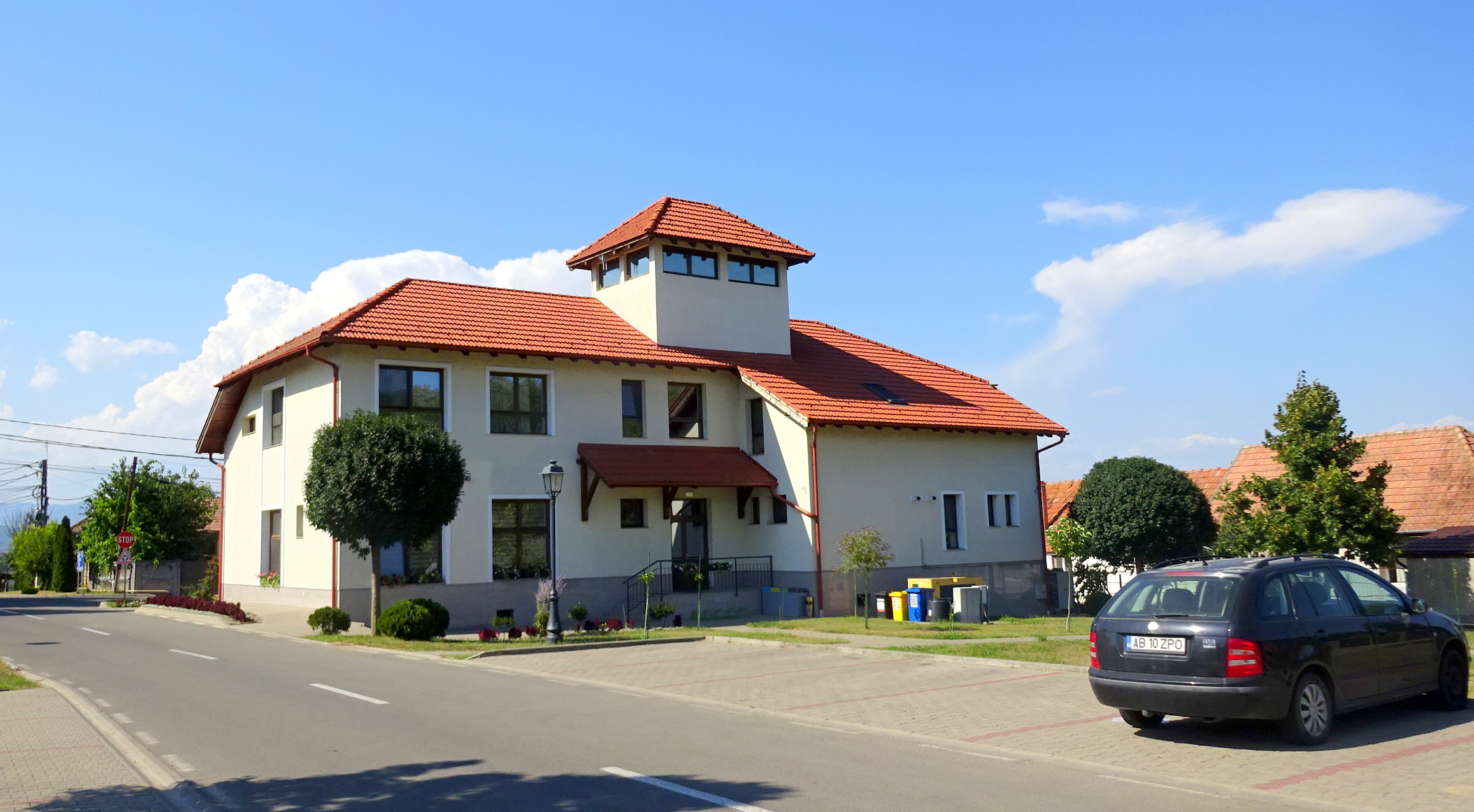
Primăria comunei Ciugud
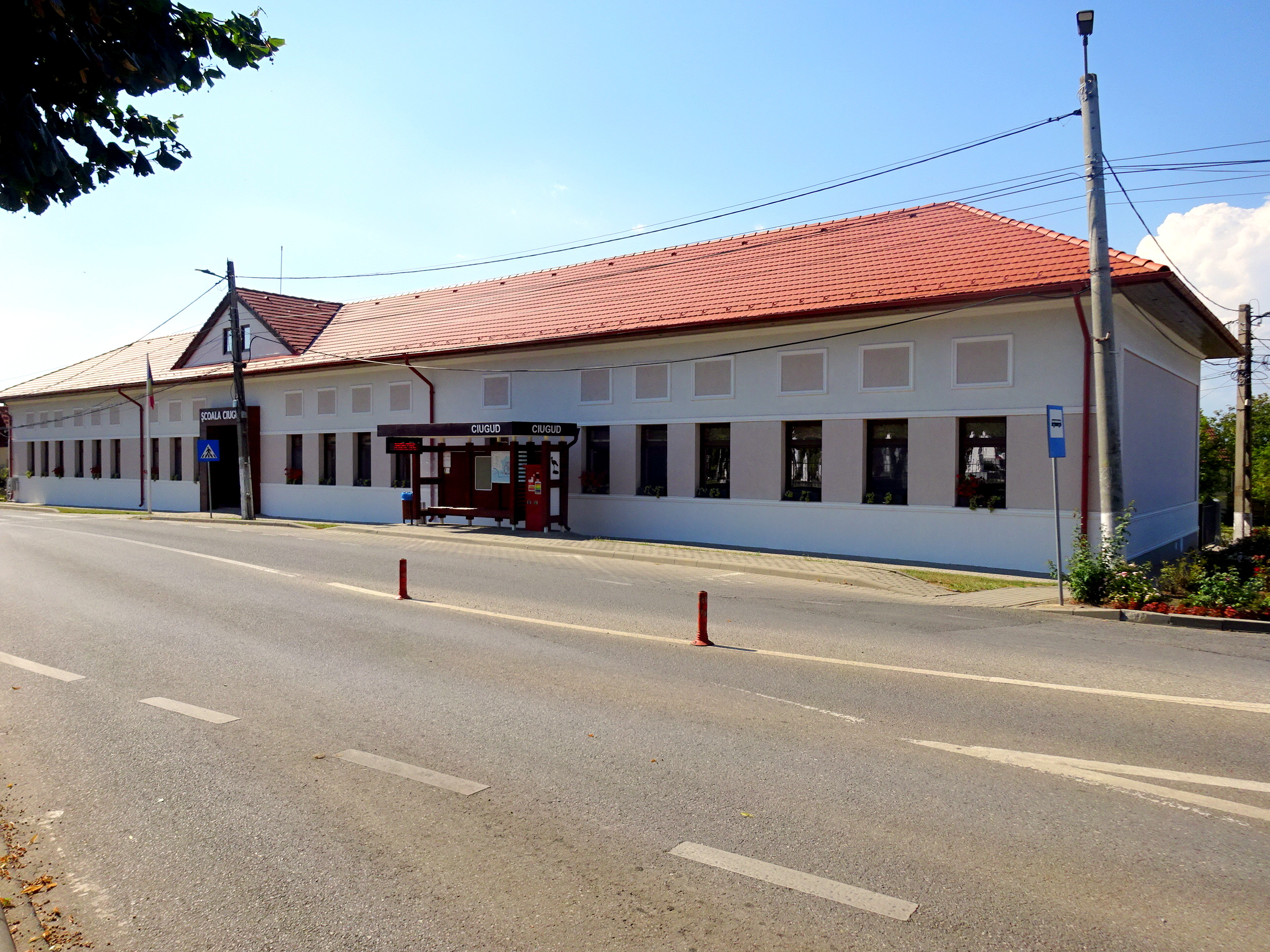
Școala
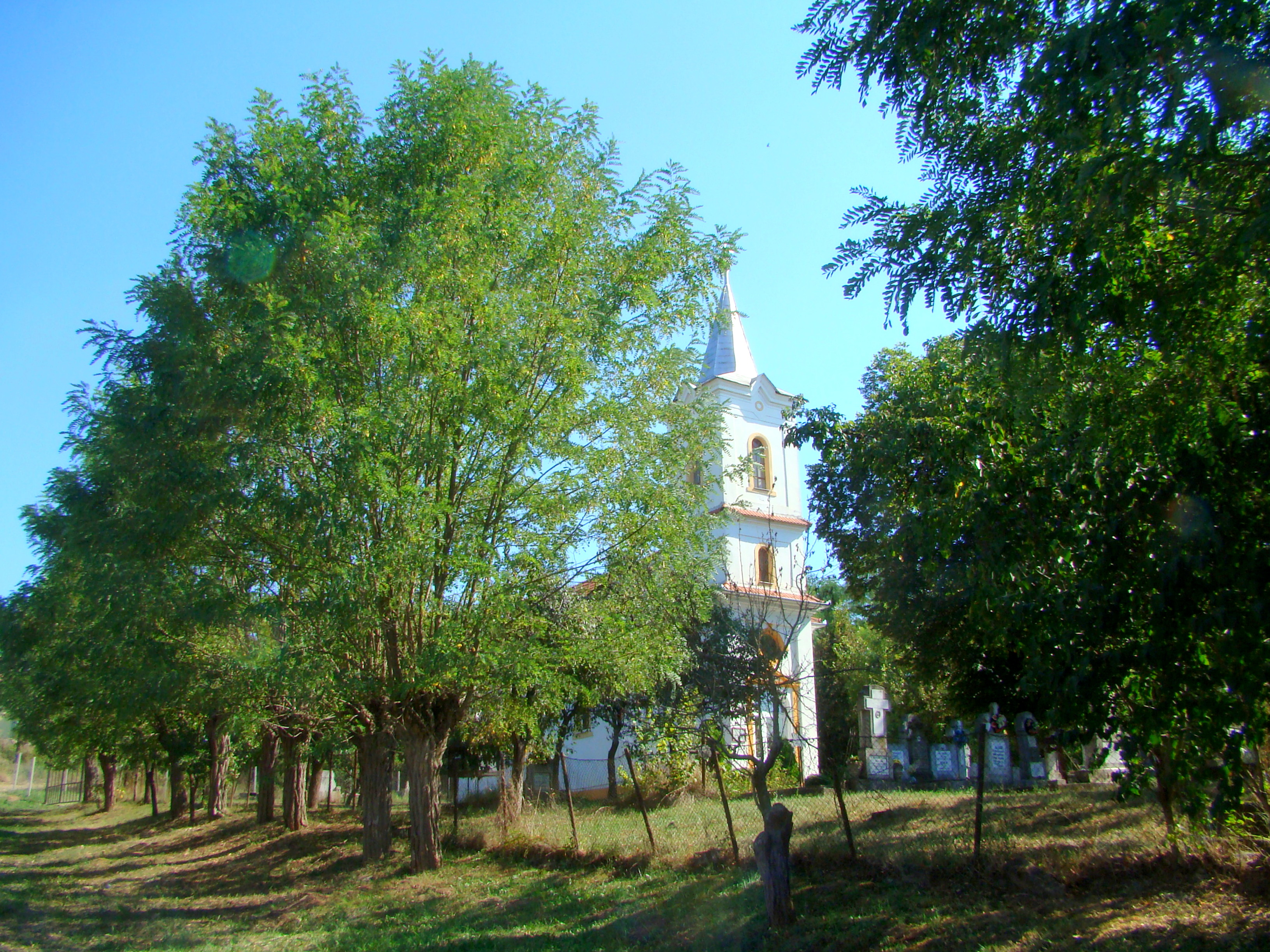
Biserica Sfinții Apostoli